# Arquídamo I
Arquídamo I foi rei da cidade-Estado grega de Esparta de 600 a.C. até 575 a.C. ano da sua morte, pertenceu à Dinastia Euripôntida.
Existem duas versões sobre este rei.
Segundo Pausânias (geógrafo), ele sucedeu seu pai Anaxídamo e foi sucedido por seu filho Agásicles. Ele passou o seu reinado em paz.
Heródoto menciona este rei apenas quando lista os ancestrais de Leotíquides II. Ele sucedeu seu pai Anaxândrides I e foi sucedido por seu filho Anaxilau.